# Equitazione ai Giochi della XV Olimpiade
Le competizioni di equitazione ai Giochi della XV Olimpiade si sono svolte nei giorni dal 28 luglio al 2 agosto 1952 in varie sedi a Helsinki.

## Programma
| Equitazione ai Giochi della XV Olimpiade | Equitazione ai Giochi della XV Olimpiade | Equitazione ai Giochi della XV Olimpiade | Equitazione ai Giochi della XV Olimpiade | Equitazione ai Giochi della XV Olimpiade | Equitazione ai Giochi della XV Olimpiade | Equitazione ai Giochi della XV Olimpiade | Equitazione ai Giochi della XV Olimpiade | Equitazione ai Giochi della XV Olimpiade | Equitazione ai Giochi della XV Olimpiade | Equitazione ai Giochi della XV Olimpiade | Equitazione ai Giochi della XV Olimpiade | Equitazione ai Giochi della XV Olimpiade | Equitazione ai Giochi della XV Olimpiade | Equitazione ai Giochi della XV Olimpiade | Equitazione ai Giochi della XV Olimpiade | Equitazione ai Giochi della XV Olimpiade | Equitazione ai Giochi della XV Olimpiade |
| Eventi / Giorni                          | Luglio/Agosto 1952                       | Luglio/Agosto 1952                       | Luglio/Agosto 1952                       | Luglio/Agosto 1952                       | Luglio/Agosto 1952                       | Luglio/Agosto 1952                       | Luglio/Agosto 1952                       | Luglio/Agosto 1952                       | Luglio/Agosto 1952                       | Luglio/Agosto 1952                       | Luglio/Agosto 1952                       | Luglio/Agosto 1952                       | Luglio/Agosto 1952                       | Luglio/Agosto 1952                       | Luglio/Agosto 1952                       | Luglio/Agosto 1952                       | Luglio/Agosto 1952                       |
| Eventi / Giorni                          | 19                                       | 20                                       | 21                                       | 22                                       | 23                                       | 24                                       | 25                                       | 26                                       | 27                                       | 28                                       | 29                                       | 30                                       | 31                                       | 1                                        | 2                                        | 3                                        |                                          |
| ---------------------------------------- | ---------------------------------------- | ---------------------------------------- | ---------------------------------------- | ---------------------------------------- | ---------------------------------------- | ---------------------------------------- | ---------------------------------------- | ---------------------------------------- | ---------------------------------------- | ---------------------------------------- | ---------------------------------------- | ---------------------------------------- | ---------------------------------------- | ---------------------------------------- | ---------------------------------------- | ---------------------------------------- | ---------------------------------------- |
| Dressage individuale                     |                                          |                                          |                                          |                                          |                                          |                                          |                                          |                                          |                                          |                                          | 1ª giornata                              | Finale                                   |                                          |                                          |                                          |                                          |                                          |
| Dressage a squadre                       |                                          |                                          |                                          |                                          |                                          |                                          |                                          |                                          |                                          |                                          | 1ª giornata                              | Finale                                   |                                          |                                          |                                          |                                          |                                          |
| Completo individuale                     |                                          |                                          |                                          |                                          |                                          |                                          |                                          |                                          |                                          |                                          |                                          | Dressage                                 | Dressage                                 | Cross. C                                 | Salto                                    |                                          |                                          |
| Completo a squadre                       |                                          |                                          |                                          |                                          |                                          |                                          |                                          |                                          |                                          |                                          |                                          | Dressage                                 | Dressage                                 | Cross. C                                 | Salto                                    |                                          |                                          |
| Salto ostacoli individuale               |                                          |                                          |                                          |                                          |                                          |                                          |                                          |                                          |                                          |                                          |                                          |                                          |                                          |                                          |                                          | Finale                                   |                                          |
| Salto ostacoli a squadre                 |                                          |                                          |                                          |                                          |                                          |                                          |                                          |                                          |                                          |                                          |                                          |                                          |                                          |                                          |                                          | Finale                                   |                                          |

## Podi
| Evento                                   | Oro                                                                 | Perform. | Argento                                                     | Perform. | Bronzo                                                            | Perform. |
| Dressage individuale (dettagli)          | Henri Saint Cyr                                                     | 561,00   | Lis Hartel                                                  | 541,50   | André Jousseaume                                                  | 541,00   |
| Dressage a squadre (dettagli)            | Svezia Henri Saint Cyr Gustaf Adolf Boltenstern Jr. Gehnäll Persson | 1597,50  | Svizzera Gottfried Trachsel Henri Chammartin Gustav Fischer | 1579,00  | Germania Heinrich Pollay Ida von Nagel Fritz Thiedemann           | 1501,00  |
| Salto ostacoli individuale (dettagli)    | Pierre Jonquères d'Oriola                                           | 8/0      | Óscar Cristi                                                | 8/4      | Fritz Thiedemann                                                  | 8/8      |
| Salto ostacoli a squadre (dettagli)      | Gran Bretagna Wilf White Douglas Stewart Harry Llewellyn            | 40,75    | Cile Óscar Cristi César Mendoza Ricardo Echeverría          | 45,75    | Stati Uniti William Steinkraus Arthur McCashin John Russell       | 52,25    |
| Concorso completo individuale (dettagli) | Hans von Blixen-Finecke Jr.                                         | -28,33   | Guy Lefrant                                                 | -54,50   | Wilhelm Busing                                                    | -55,50   |
| Concorso completo a squadre (dettagli)   | Svezia Hans von Blixen-Finecke Jr. Olof Stahre Folke Frölén         | -221,94  | Germania Wilhelm Busing Klaus Wagner Otto Rothe             | -235,49  | Stati Uniti Charles Gordon Hough Walter Staley John E. B. Wofford | -587,16  |

## Medagliere
| Posizione | Paese         |   |   |   | Totale |
| --------- | ------------- | - | - | - | ------ |
| 1         | Svezia        | 4 | 0 | 0 | 4      |
| 2         | Francia       | 1 | 1 | 1 | 3      |
| 3         | Gran Bretagna | 1 | 0 | 0 | 1      |
| 4         | Cile          | 0 | 2 | 0 | 2      |
| 5         | Germania      | 0 | 1 | 3 | 4      |
| 6         | Svizzera      | 0 | 1 | 0 | 1      |
| 6         | Danimarca     | 0 | 1 | 0 | 1      |
| 8         | Stati Uniti   | 0 | 0 | 2 | 2      |
| Totale    | Totale        | 6 | 6 | 6 | 18     |